# Alastair Martin
Alastair Bradley Martin (ur. 11 marca 1915 w Nowym Jorku, zm. 12 stycznia 2010 w Katonah, Nowy Jork) – amerykański tenisista, działacz sportowy.

## Kariera tenisowa
Jako tenisista uczestniczył kilkakrotnie w mistrzostwach USA tuż przed II wojną światową, w okresie wojennym i pierwszych latach powojennych, ale sukcesy sportowe odnosił w innej, zbliżonej dyscyplinie. Był ośmiokrotnie mistrzem USA amatorów w jeu de paume (grze uważanej za prototyp tenisa, w USA znanej pod nazwą court tennis). W grze podwójnej zdobył tytułów mistrzowskich dziesięć. Rywalizował dwukrotnie o zawodowe mistrzostwo świata w jeu de paume z Francuzem Pierre Etchebasterem, przegrywając w 1950 0:7, a dwa lata później 2:7.
Aktywny działacz tenisowy, pod koniec lat 60. pełnił funkcję wiceprezydenta amerykańskiej federacji (United States Tennis Association), uczestnicząc razem z prezydentem Bobem Kelleherem w pracach na rzecz reformy tenisa światowego (m.in. dopuszczenie profesjonalistów do rywalizacji wielkoszlemowej). W pierwszych latach ery open był prezydentem USTA (1969–1970). Pełnił również funkcję prezydenta Narodowej Fundacji Tenisa (National Tennis Foundation), a w 1951 był w gronie założycieli Eastern Tennis Association.
W 1973 w uznaniu zasług organizacyjnych został uhonorowany miejscem w Międzynarodowej Tenisowej Galerii Sławy. Kierował działalnością tej instytucji w latach 1977–1979.

### Osiągnięcia w jeu de paume (court tennis)
- mistrzostwa amatorów USA
  - gra pojedyncza – wygrane 1933, 1941, 1950–1956
  - gra podwójna – wygrane 1948, 1951, 1953–1954, 1956–1957, 1962, 1966, 1970–1971
- mistrzostwa świata zawodowców
  - gra pojedyncza – finały 1950, 1952